# Ochraethes cristoforii
Ochraethes cristoforii är en skalbaggsart som först beskrevs av Louis Alexandre Auguste Chevrolat 1860.  Ochraethes cristoforii ingår i släktet Ochraethes och familjen långhorningar. Inga underarter finns listade i Catalogue of Life.